# Iglesia de Nuestra Señora (Núremberg)

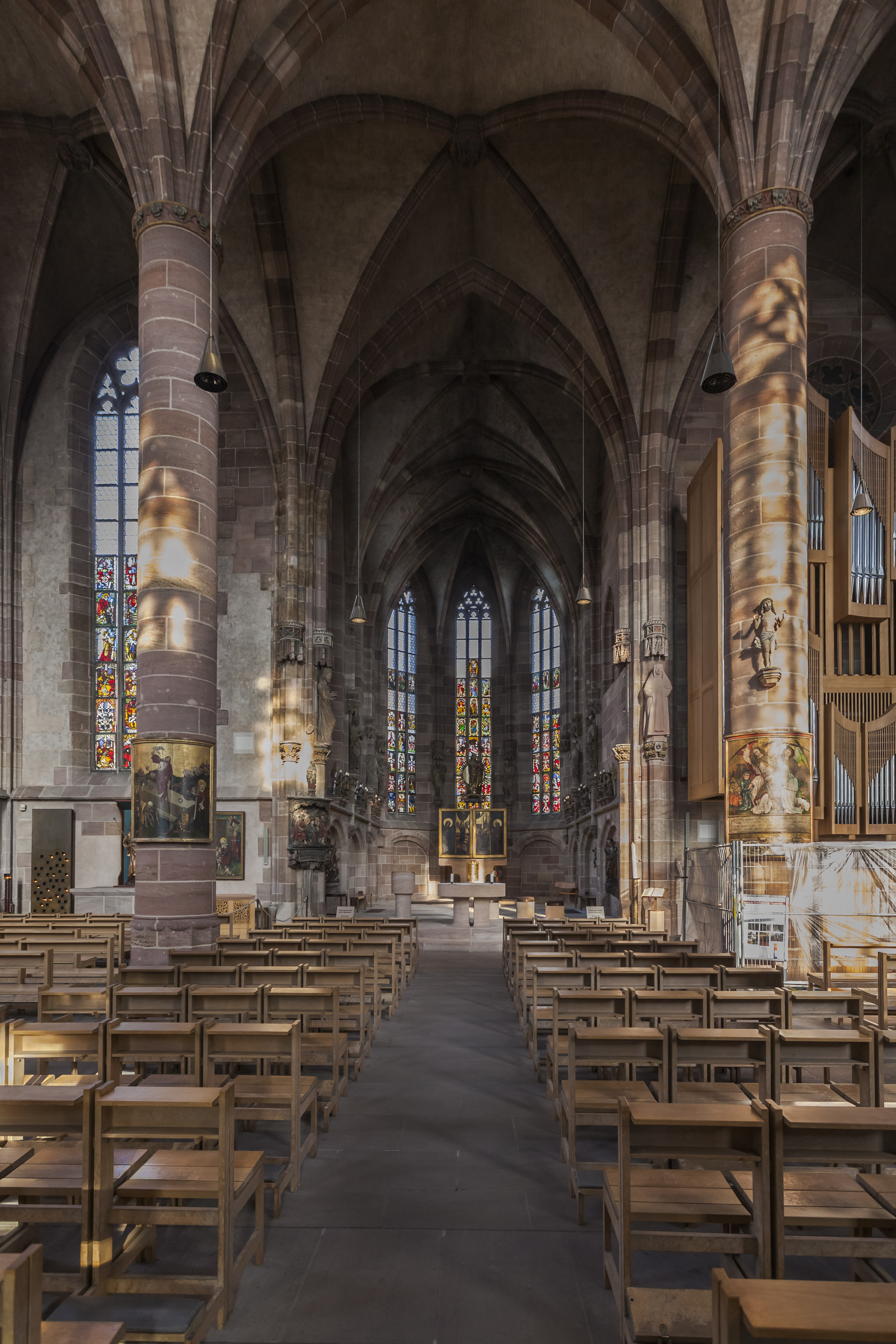
Interior del templo.

La iglesia de Nuestra Señora de Núremberg es una iglesia gótica de la ciudad de Núremberg (Alemania). Es un magnífico ejemplo de gótico báltico o gótico de ladrillo que se construyó por iniciativa del emperador del Sacro Imperio Romano Carlos IV, entre los años 1350 y 1358. La iglesia contiene muchas esculturas, algunas de ellas muy restauradas. Se conservan numerosas obras de arte de la Edad Media en la iglesia, como el llamado Altar Tucher (c. 1440, originalmente el altar mayor de la iglesia agustiniana de San Vito), y dos monumentos de Adam Kraft (1498).

## Historia
La iglesia se construyó en el gran mercado, en el lugar donde se levantaba la antigua sinagoga, que fue destruida durante el pogromo de 1349 (que siguió a un brote de peste negra). El arquitecto fue probablemente Peter Parler. El emperador Carlos IV quiso utilizar la Iglesia de Nuestra Señora para la celebración de las ceremonias imperiales, lo que se refleja en la balconada del pórtico saliente de su fachada principal y en la simplicidad de su decoración, a excepción de los escudos de armas del Sacro Imperio Romano, de los siete electores, de la ciudad de Núremberg y de la ciudad de Roma, lugar de coronación de los emperadores del Sacro Imperio Romano.
El hijo de Carlos IV, Wenceslao fue bautizado en la iglesia en 1361, ocasión en la que se mostraron públicamente las reliquias e insignias imperiales. A partir de 1423, estas reliquias se mantuvieron de forma permanente en Núremberg, y desde entonces se muestran públicamente una vez al año, en una plataforma especial de madera construida para ese propósito.

## Arquitectura
La Iglesia de Nuestra Señora es un templo de estructura de salón, planta cuadrada,  tres naves y una tribuna para el emperador. La iglesia contiene nueve tramos sostenidos por cuatro columnas monocilíndricas. Se trata de una traducción gótica de la capilla románica que mandó construir Federico I Barbarroja en el castillo imperial de Núremberg entre 1170 y 1178. La tribuna de San Miguel o del emperador se abre a la nave por medio de una galería, con arcadas flotantes, decoradas con tracería, que consta de tres rosetones con el apoyo de un arco rebajado.  La fachada es de piñón escalonado, rematada con una fina torre octogonal en el eje central. El gablete se encuentra articulado en nichos que anteriormente contenían esculturas. El pórtico saliente está enriquecido con tracerías, sus tres lados contienen puertas y las jambas y arquivoltas están decoradas con esculturas.

## Männleinlaufen
Una de las elementos más notables de la iglesia es el "Männleinlaufen", un reloj mecánico construido para conmemorar la Bula de Oro de 1356. El reloj fue instalado en la iglesia en 1506 y muestra al emperador sentado con el príncipe elector que lo rodea.

## Galería de imágenes

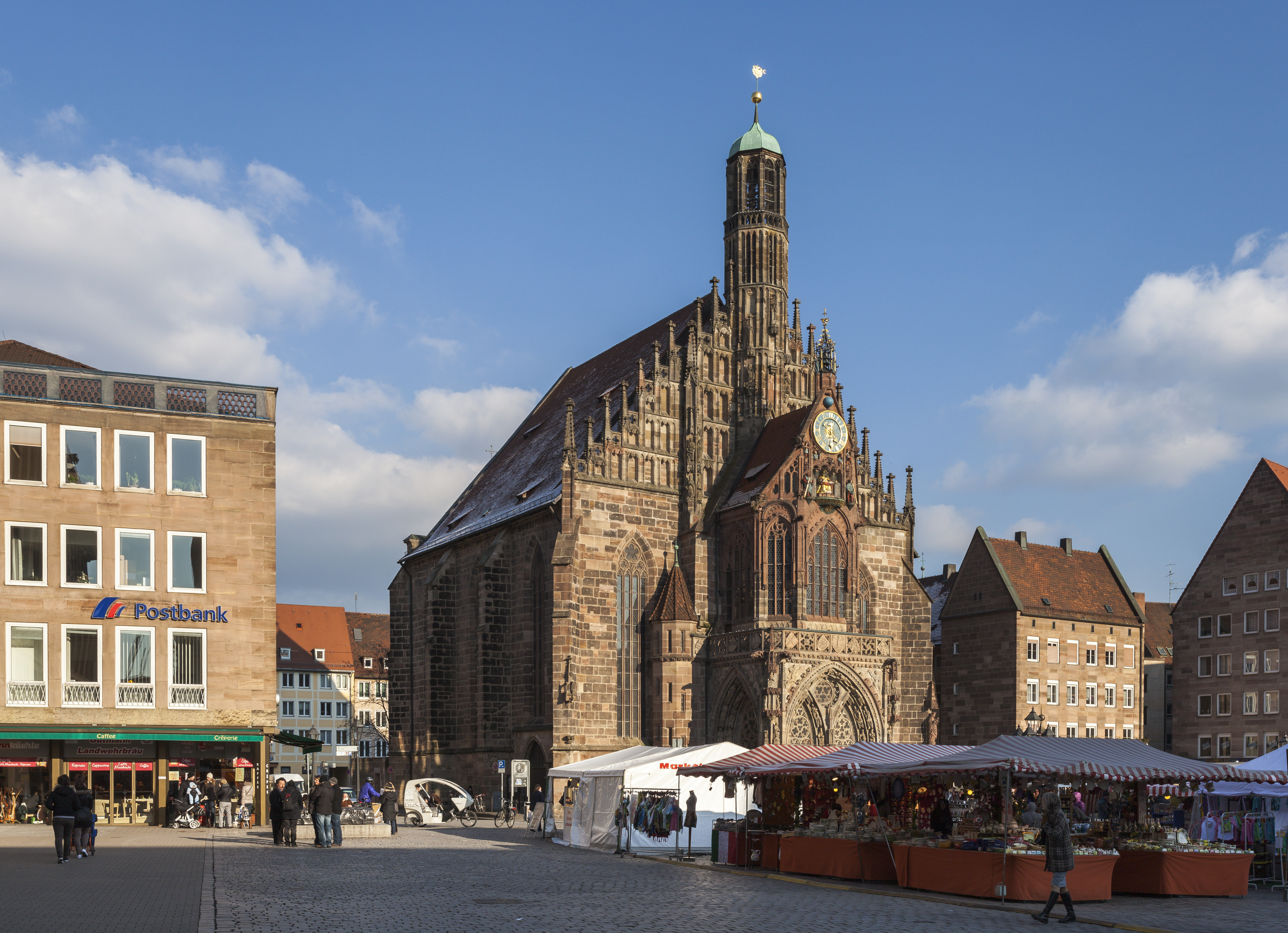
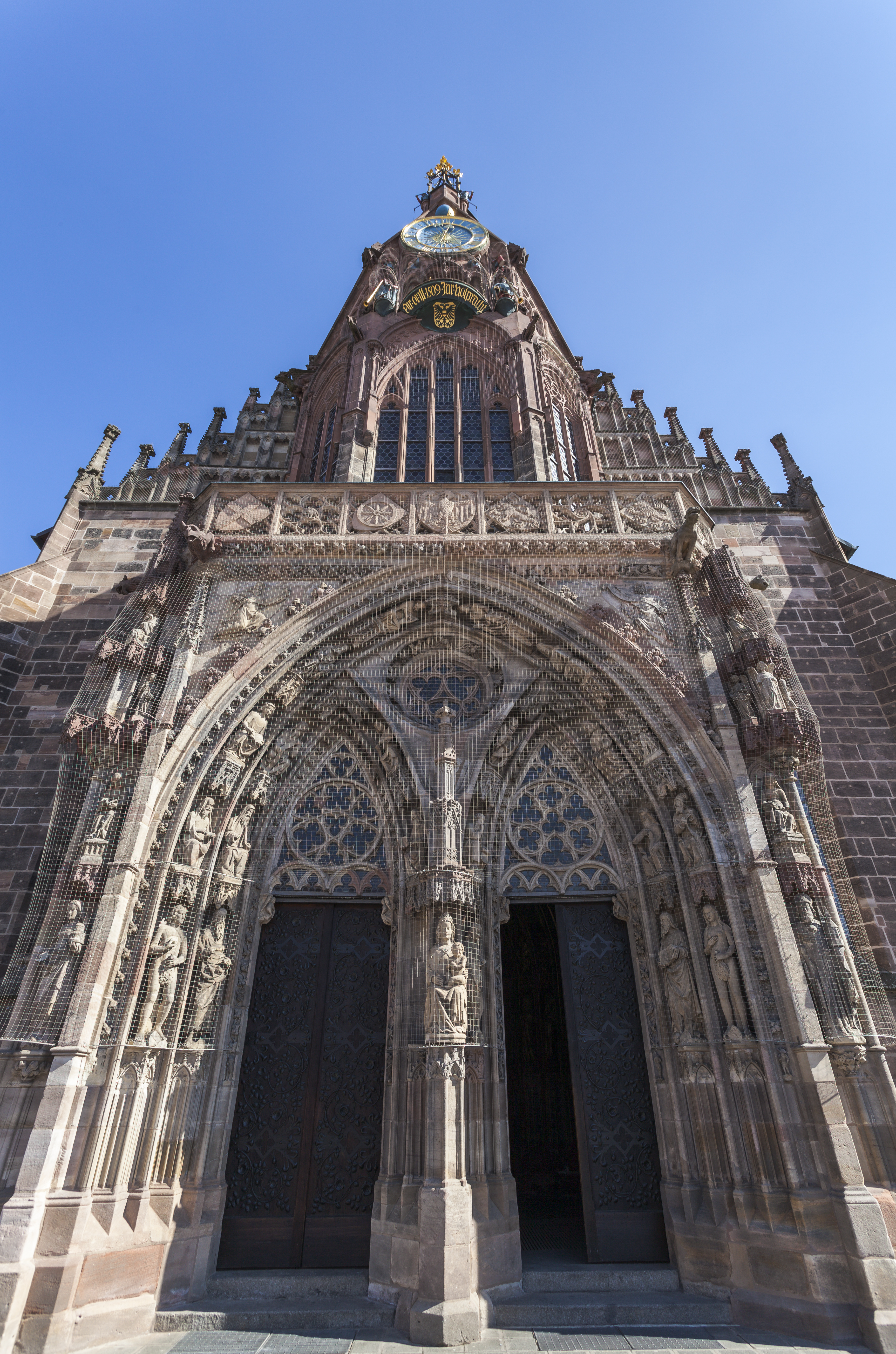
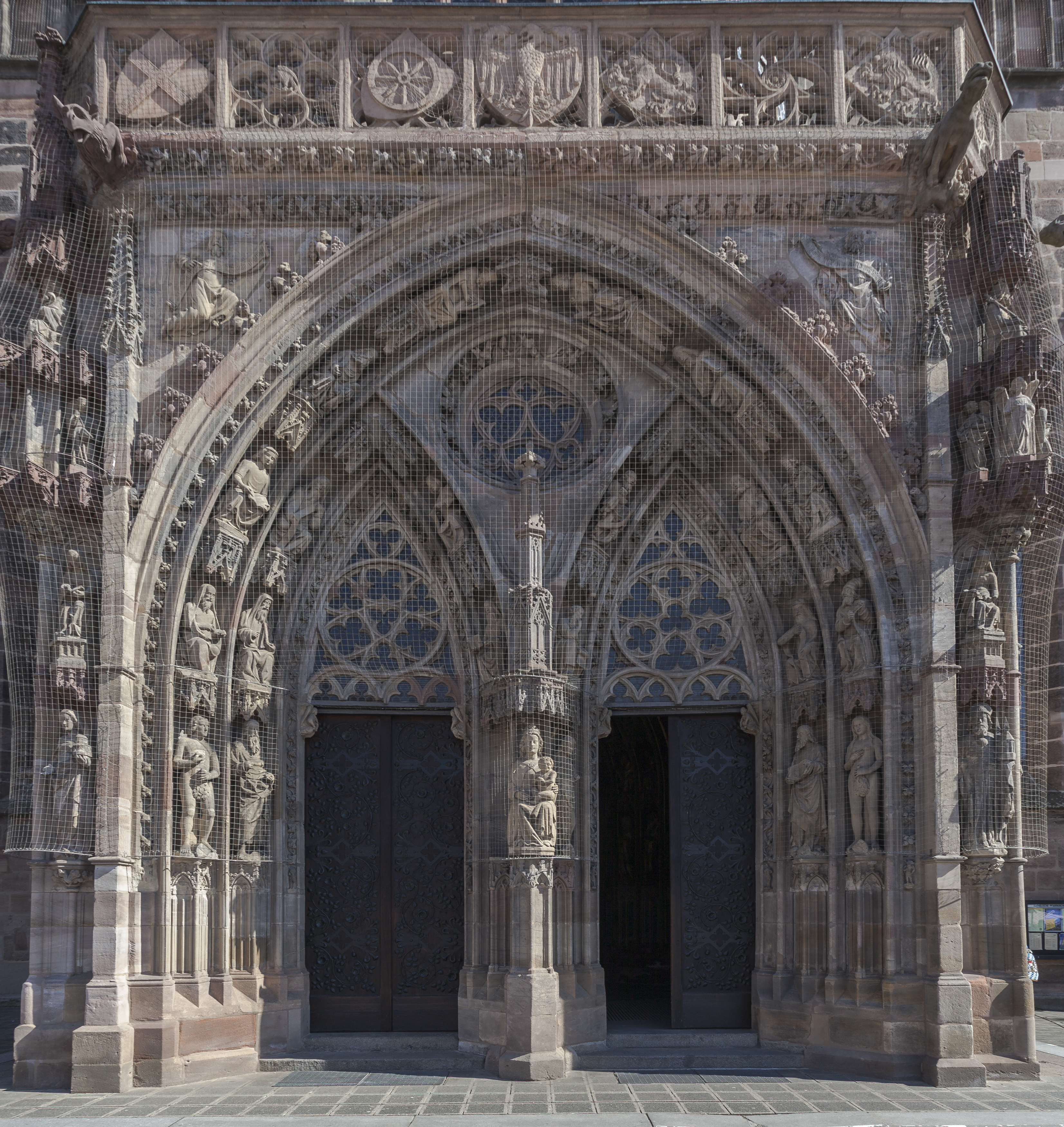
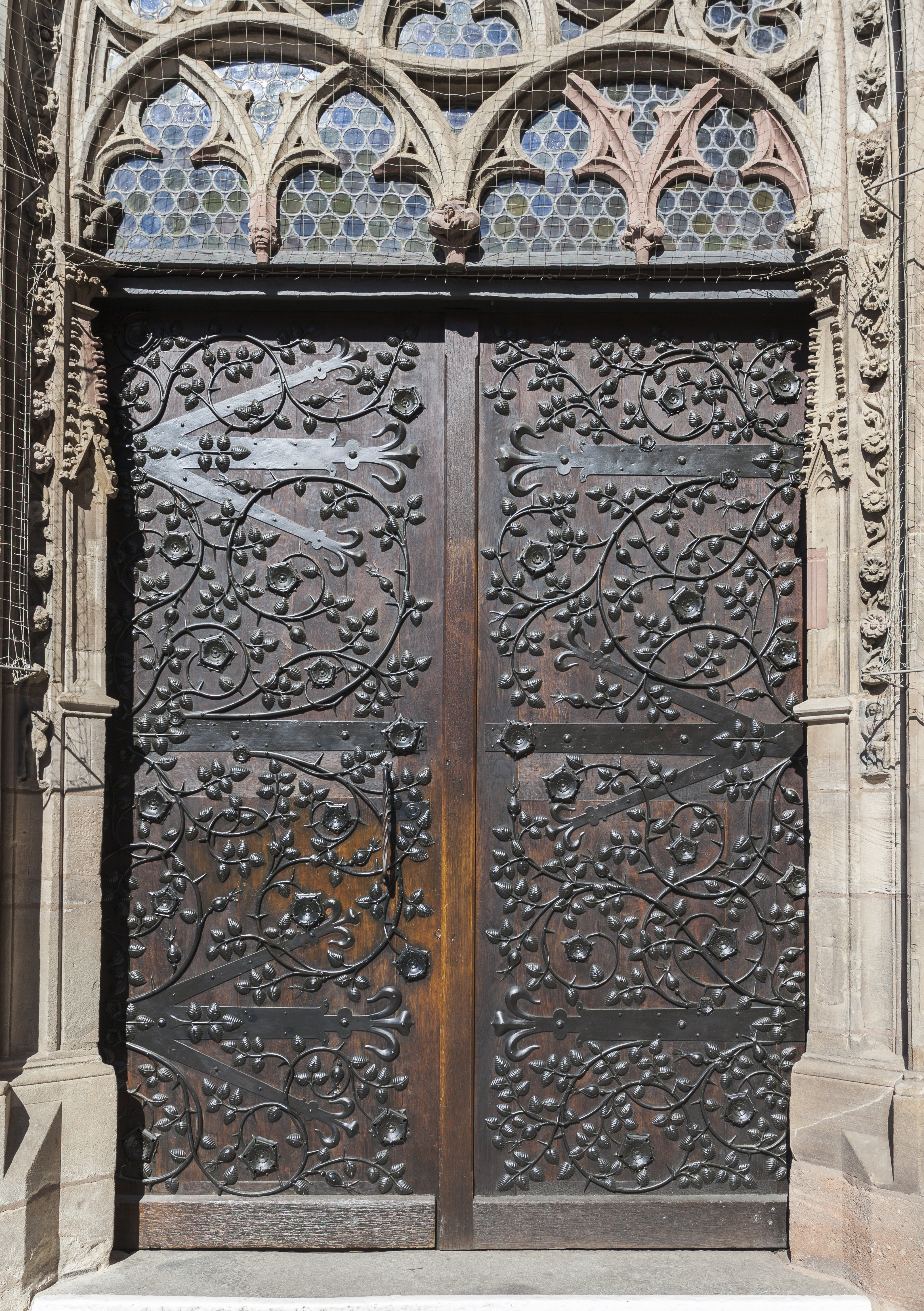
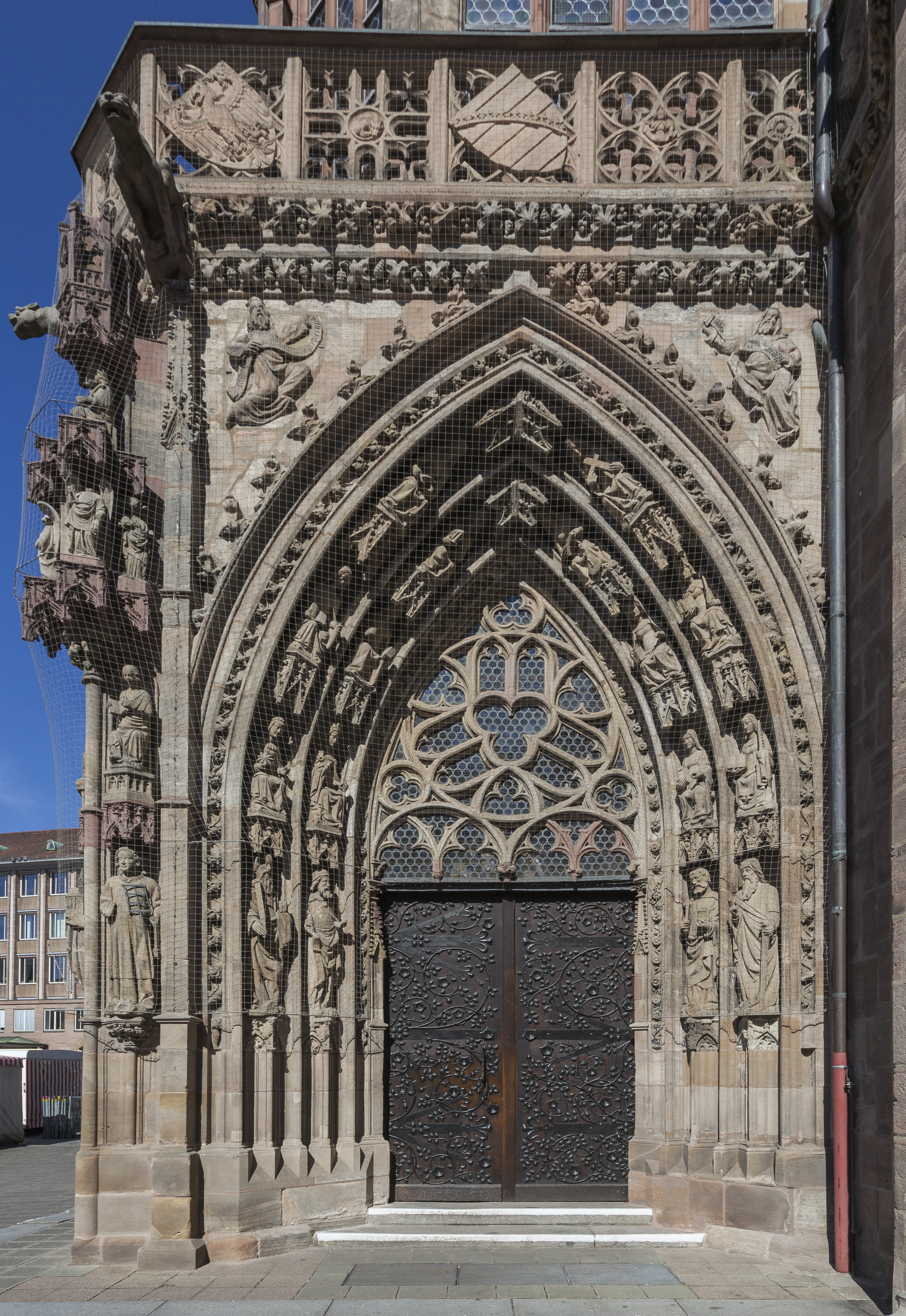
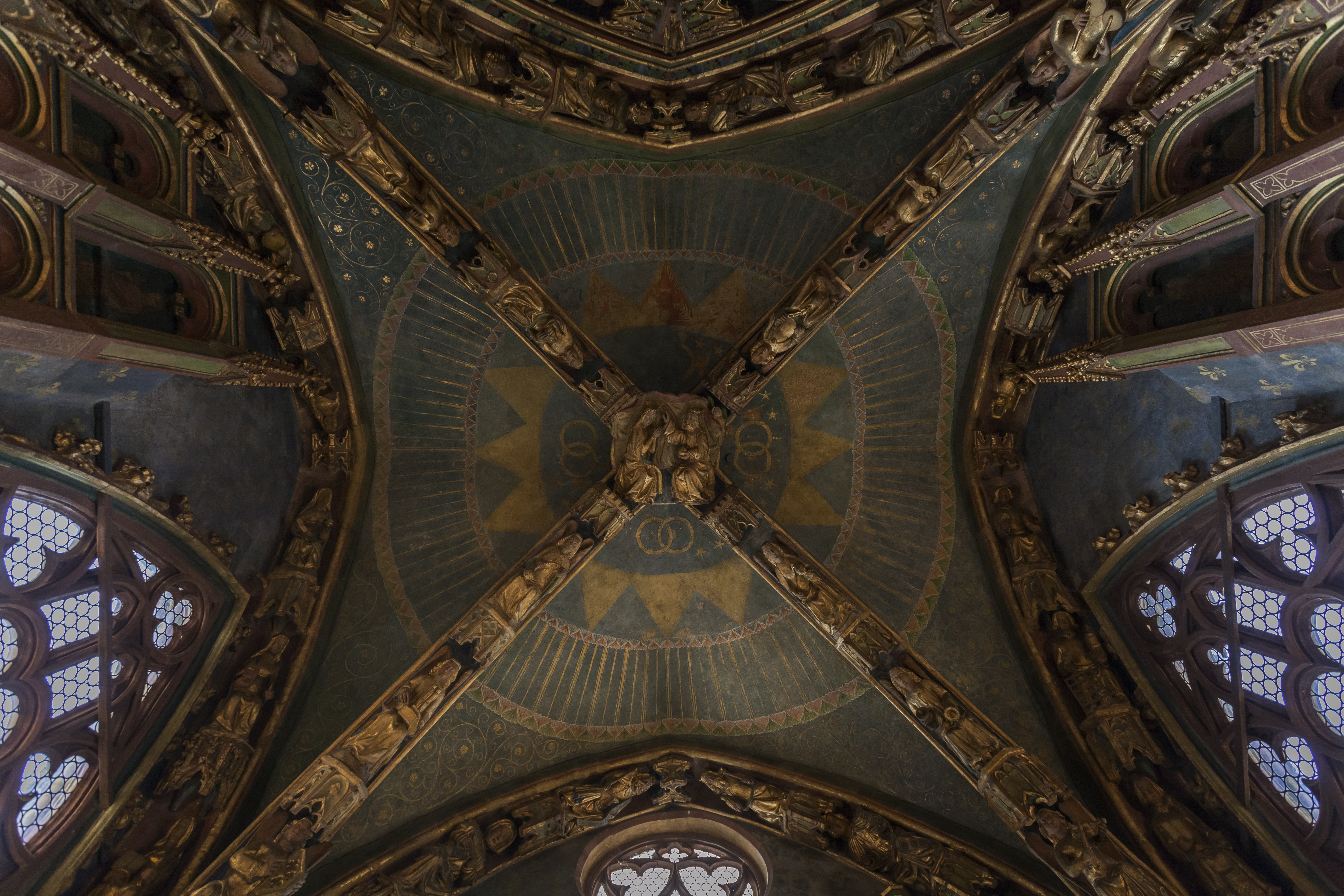
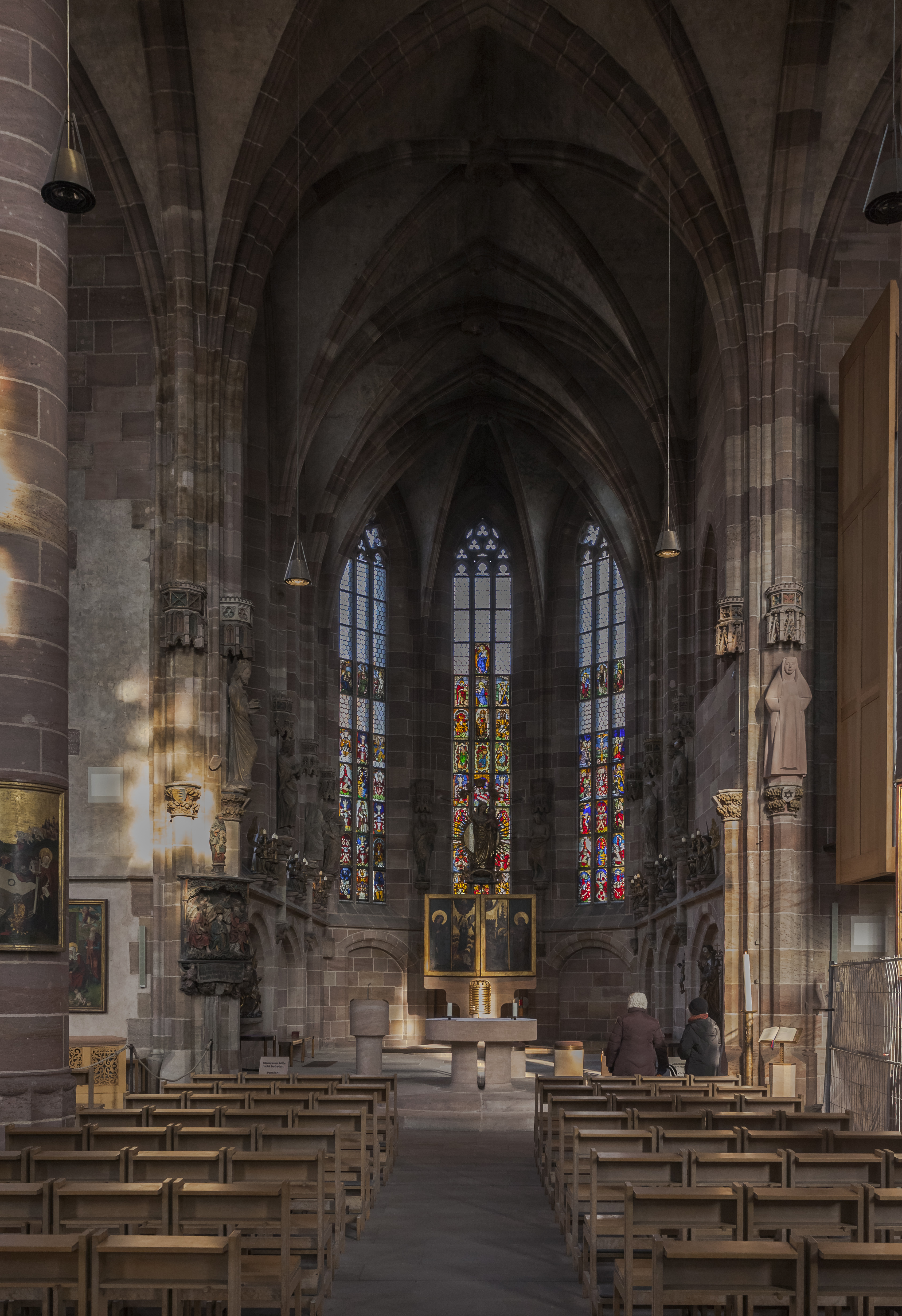